# Terre Hill, Pennsylvania
Terre Hill, Pennsylvania (енгл. Terre Hill) град је у америчкој савезној држави Пенсилванија.

## Демографија
По попису из 2010. године број становника је 1.295, што је 58 (4,7%) становника више него 2000. године.
| Група             | 2000.         | 2010.         |
| Белци             | 1.211 (97,9%) | 1.230 (95,0%) |
| Афроамериканци    | 2 (0,2%)      | 9 (0,7%)      |
| Азијати           | 0 (0,0%)      | 18 (1,4%)     |
| Хиспаноамериканци | 23 (1,9%)     | 27 (2,1%)     |
| Укупно            | 1.237         | 1.295         |